# IC 2813
IC 2813 је елиптична галаксија у сазвјежђу Лав која се налази на листи објеката дубоког неба у Индекс каталогу.
Деклинација објекта је + 11° 15' 22" а ректасцензија 11h 26m 6,4s. Привидна величина (магнитуда) објекта IC 2813 износи 16,2 а фотографска магнитуда 17,2. IC 2813 је још познат и под ознакама NPM1G +11.0277, PGC 3091133.